# شیخ‌نشین (ماسال)
شیخ نشین نام روستایی از توابع استان گیلان در شمال ایران می‌باشد. شیخ‌نشین در دهستان شیخ‌نشین از بخش شاندرمن شهرستان ماسال قرار دارد.
برای اطلاعات بیشتر به پیوند دهستان شیخ نشین مراجعه شود.